# Palazzo Grassi (Firenze)
Palazzo Grassi è un edificio storico di Firenze, situato in Via della Scala 7.

## Storia e descrizione
Si tratta di un edificio costruito nella seconda metà dell'Ottocento, sorto dove in antico era lo spedale detto dei Barelloni (Santissima Concezione dei Barelloni o spedale de' Michi o spedale del Porcellana), istituito alla fine del Duecento e quindi soppresso nel 1504 per essere poi trasformato in convento delle monache della Carità, dette anche le Stabilite, a sua volta soppresso nel 1808. 
Dell'antico complesso il nuovo palazzo ingloba sulla cantonata l'oratorio dei Santi Jacopo e Filippo, riconfigurata da Matteo Nigetti nel 1626), dal 1985 sede toscana dei Cavalieri dell'Ordine Equestre del Santo Sepolcro. 
Il palazzo mostra un fronte con finestre coronate da timpani, di gusto ottocentesco, che convivono con elementi di chiaro stile Déco (si veda ad esempio il balcone e, in particolare, le mensole che lo sostengono), frutto di un intervento di parziale riconfigurazione attuato nel 1922 su progetto dell'architetto Enrico Dante Fantappiè. Riferibile alla dimensione ottocentesca è invece il fregio che corre al di sopra della chiesa, con puttini intenti al lavoro a formare una estesa allegoria delle arti della scultura, pittura e architettura. 
Sulla via del Porcellana è un tabernacolo con l'immagine di santa Chiara d'Assisi, affresco di Angelo La Naia realizzato nel 1953 in occasione del settimo centenario della nascita della santa. 